# Cena con mamá
Cena con mamá es un programa de televisión que mezcla las entrevistas con la gastronomía. El espacio, presentado por Cayetana Guillén Cuervo con la colaboración de Carlos Maldonado, se emite en La 1 desde el 26 de abril de 2019. Se trata de la adaptación española del formato finlandés Illallinen äidille.

## Formato
Cena con mamá es un formato que mezcla el género de entrevistas con la cocina, en el que Cayetana Guillén Cuervo asiste a la casa de un famoso para cenar con él y con su madre, todo ello con el fin de conocerle mejor y de homenajear a su progenitora. Primero, los tres van a comprar los ingredientes que van a necesitar para preparar el menú de la cena. Durante la compra, la presentadora va desgranando la relación del famoso y su madre con esos productos, además de descubrir anécdotas familiares y de aproximarse a la faceta más íntima de la celebridad. Una vez en casa, Carlos Maldonado, ganador de la tercera edición de MasterChef, les ayuda a elaborar la receta. Finalmente, llega el momento de la cena, donde continúa la conversación sobre la vida del personaje conocido.

## Equipo del programa
| Miembro del equipo      | Profesión                                             | Cargo                 | Duración          | Ediciones      | Edad    |
| ----------------------- | ----------------------------------------------------- | --------------------- | ----------------- | -------------- | ------- |
| Cayetana Guillén Cuervo | Presentadora de televisión y actriz                   | Presentadora          | 2019 - actualidad | 1 - actualidad | 49 años |
| Carlos Maldonado Pinel  | Cocinero, ganador de la tercera edición de MasterChef | Ayudante en la cocina | 2019 - actualidad | 1 - actualidad | 27 años |

## Episodios y audiencias

### Temporada 1 (2019)
| Programas emitidos | Programas emitidos  | Programas emitidos                    | Programas emitidos | Programas emitidos |
| N.º                | Fecha de emisión    | Protagonistas                         | Audiencia          |                    |
| ------------------ | ------------------- | ------------------------------------- | ------------------ | ------------------ |
| 1                  | 26 de abril de 2019 | Paz Vega y Mª Paz Trigo               | 1 086 000 (7,0%)   |                    |
| 2                  | 3 de mayo de 2019   | Lorenzo Caprile y Paola Trucchi       | 1 172 000 (7,5%)   |                    |
| 3                  | 10 de mayo de 2019  | Pastora Soler y Pilar Luque           | 964 000 (6,1%)     |                    |
| 4                  | 17 de mayo de 2019  | Irene Villa y María Jesús González    | 999 000 (6,5%)     |                    |
| 5                  | 24 de mayo de 2019  | Gustavo Salmerón y Julita Salmerón    | 788 000 (5,2%)     |                    |
| 6                  | 31 de mayo de 2019  | Jordi Cruz y Roser Mas                | 1 264 000 (9,1%)   |                    |
| 7                  | 14 de junio de 2019 | Saúl Craviotto y Emma Rivero          | 725 000 (5,1%)     |                    |
| 8                  | 21 de junio de 2019 | Fernando Tejero y María Muñoz-Torrero | 1 011 000 (7,8%)   |                    |
| 9                  | 28 de junio de 2019 | Alaska y América Jova                 | 918 000 (7,6%)     |                    |
| 10                 | 5 de julio de 2019  | Eduardo Casanova y Teresa Casanova    | 749 000 (6,6%)     |                    |

## Temporadas y programas
| Temporada | Temporada | Programas | Estreno             | Final              | Espectadores | Cuota |
| --------- | --------- | --------- | ------------------- | ------------------ | ------------ | ----- |
|           | 1         | 10        | 26 de abril de 2019 | 5 de julio de 2019 | 967 000      | 6,8%  |
| Total     | Total     |           | 2019                |                    |              |       |